# كورت لايتنر
كورت لايتنر (بالألمانية: Kurt Leitner)‏ هو لاعب كرة قدم نمساوي، ولد في 21 مارس 1946 في Schwarzach im Pongau ‏ في النمسا، وتوفي في 7 أكتوبر 2018. لعب مع أوستريا فيينا ولاسك لينتس.